# Al-Tlul
Al-Tlul (tiếng Ả Rập: التلول) là một ngôi làng Syria nằm ở Salqin Nahiyah ở huyện Harem, Idlib. Theo Cục Thống kê Trung ương Syria (CBS), Al-Tlul có dân số 1703 trong cuộc điều tra dân số năm 2004.